# 엔아트박스
엔아트박스(영어: nArtbox)는 아트박스가 제작한 e카드 사이트이다.

## 캐릭터
- 샤샤
- 밍밍&왕따
- 시마다
  - 시마다
  - 채치
  - 케케
  - 꼬린
  - 가마라
  - 꾸치
  - 구리
  - 향이(香이)
- 아이몽
- 차나라
  - 홍차
  - 녹차
  - 우롱차
  - 쟈스민
  - 맥주
- 벤또
  - 벤또루
  - 다미 ※ 사과 모자를 쓴 소녀이다.
  - 얀
  - 스카프리오
  - 까오
  - 또와
  - 김밥형제
  - 보조 요리사 강아지
  - 각종 음식들 ※ 다미가 만들었다고 한다.
- 연인천하
  - 알콩
  - 달콩
- 코딱지소녀
- 파란 토끼 ※ 플래시게임 로딩화면에서 머리로만 튀어나오거나 편지가 왔다고 알려주는 캐릭터다.
- 란지&얀지
  - 얀지
  - 란지
  - 애완동물말
- 딸기버섯
  - 스트로베리 걸
  - 머슈룸 보이
- 파자마 시스터즈
  - 지지
  - 얌
  - 코
- 퍼니걸&퍼니보이
  - 퍼니걸
  - 퍼니보이
  - 토야
  - 너우리
- 일더하고싶당
  - 판다
  - 윰
  - 단비
  - 모에
  - 야리

## 게임 목록

### 고무신 포트리스
밍밍은 돌멩이를, 왕따는 고무신을 던져 서로를 맞추는 게임이다. 당시에 매우 유명했던 게임이다.
아래는 이 게임의 아이템 목록이다.
- 너가져 찬스: 둘이 서로의 반려동물을 던지면 서로의 에너지가 2배 감소한다.
- 너무해 찬스: 밍밍과 왕따의 도구를 2번 던질 수 있으며 서로에게 맞춰지면 이에 맞게 에너지가 2번 감소한다.
- 끝내줘 찬스: 클릭하면 밍밍과 왕따의 도구가 커지는 찬스. 서로가 맞춰지면 에너지가 대량 감소한다.
- 울트라 찬스: 클릭하면 밍밍과 왕따가 서로의 감소된 에너지를 회복한다.

### 나의 사랑을 받아줘
샤샤가 그녀의 '남친'이 대드는 것을 귀찮아해서 헤어지려는 게임이다. 샤샤를 마우스로 조작하여 다가오는 하트를 튕겨내는 핑퐁식 게임이다.

### 뽀뽀하지마
알콩이가 냄새를 풍긴 상태로 뽀뽀하려는 달콩이를 회피하는 게임이다. 마우스 클릭으로 알콩이를 조작해 시간이 끝날 때까지 달콩이에게서 도망가야 성공한다.

### 딸기구하기
스트로베리 걸이 딸기케이크를 만들려다 딸기를 찾는 게임. 토깽이가 딸기집에서 들고 오는 딸기를 잡는 게임이다. 사과랑 헷갈리면 획득한 딸기가 감소된다.

### 마구때려?
츄리닝맨을 마구 때리는 스트레스 해소 게임이다. Z, X, N, M 키를 눌러 츄리닝맨을 구타할 수 있다. 충분히 때린 후 빨간 버튼이 나타나는데, 클릭하면 게임이 끝난다.

### 다미 혼내주기
벤또가 자신의 머리 위에 사과를 떨어뜨린 다미를 혼내주는 게임이다. 벤또를 도와서 다미를 향해 사과를 5번 던지면 성공하고, 다미가 벤또에게 사과를 5번 던지면 실패한다. 벤또와 다미를 막고 있는 상자는 서로의 사과로 제거할 수 있다.